# Cyclosticta discata
Cyclosticta discata är en fjärilsart som beskrevs av William Schaus 1899. Cyclosticta discata ingår i släktet Cyclosticta och familjen björnspinnare. Inga underarter finns listade i Catalogue of Life.